# 日本モンキーセンター
日本モンキーセンター（にほんモンキーセンター、英語: Japan Monkey Centre）は、愛知県犬山市にある、サル類専門の動物園。公益財団法人日本モンキーセンターが運営しており、本項で併せて記述する。

## 動物園
世界にも数少ないサル専門の動物園であり、生きた霊長類の展示施設としては世界最大の規模を誇る。南側に京都大学ヒト行動進化研究センターが隣接している。また、閉園となった猿ヶ島と犬山野猿公苑からニホンザルを受け入れている。
1956年（昭和31年）の創立時の日本モンキーセンターの場所は犬山市栗栖地区であったが、犬山市館林地区の世界サル類動物園の設備が充実するに伴い、日本モンキーセンターの中心も館林地区に移動し、現在に至る。
園長は、2014年4月に日本モンキーセンターが財団法人から公益財団法人へ移行後は伊谷原一が就任。2024年からは下村実が就任。
親善大使として2019年から竹下景子が就任。アンバサダーとして2025年から水田詩織（NMB48）が就任している。
かつては霊長類以外の哺乳類（アジアゾウ、イルカ、アカカンガルー、リャマ、アシカ、ペンギン、エミュ、トムソンガゼル、スプリングボック、ニホンジカ、モルモットなど）や爬虫類（カメレオン、リクガメなど）、両生類、魚類、昆虫も飼育されていたが、徐々に飼育が中止され、霊長類の動物園に特化していった。原始的な霊長類とされていたツパイも飼育されていたが、ツパイが独立した登木目となったことにより、飼育は中止された。ただし、飼育が中止されたのは他の動物園や水族館などで飼育されているような種類であり、動物ふれあい施設「KIDSZOO」などで霊長類以外の動物の飼育はされていた。2020年（令和2年）に「KIDSZOO」の閉鎖後は、くすのきの森でヤギなど、スローロリス保全センターで魚類などの飼育にとどまっている。ここにいるニホンザル（ヤクシマザル）は、焚き火に当たるサルとして冬の風物詩になっている。元は犬山野猿公苑で伊勢湾台風の流木で職員が焚き火をしていたところ、子ザルが火を恐れず近づいたのがきっかけだという。1997年に犬山野猿公苑が閉鎖され、ヤクシマザルがモンキーセンター内のモンキーバレーに移された後も焚き火は毎年冬に行われ、火の中に入れられたサツマイモをめぐり、毎回サルたちによる激しい争奪戦が繰り広げられる。

### 施設
- ギボンハウス
  - テナガザル（ボウシテナガザル・シロテテナガザル・ミュラーテナガザル）の展示
- モンキースクランブル
  - 2006年オープン。既存の施設（エコドーム、リスザルの島）に新たな施設を加えたものである。
  - 「エコドーム」（1992年3月オープン。当初はエリマキキツネザルを展示）「リスザルの島」（1962年に白鳥の池（コブハクチョウ、フラミンゴを展示）として設置。1982年にキツネザルの島となり、2005年にリスザルの島となる）「ビッグループ」「モンキースカイウェイ」からなる。
  - 「エコドーム」「ビッグループ」「モンキースカイウェイ」にはテナガザル、「リスザルの島」にはリスザル（ボリビアリスザル）を放し飼いで展示。リスザルの島は柵内に入り、間近に観察可能である。
  - モンキースクランブル内の池には「夜猿神社」（ヨザルはサル類の中で最も夫婦仲がよいと言われることから、神社は夫婦円満の御利益があるとされている）が設置されていたが、2024年に撤去されている。
  - テナガザルが飼育されている建物は、1985年（昭和60年）に金絲猴の特別展示（約4ヶ月展示）のために新たに建てられたものを転用している。
- モンキーバレイ
  - ヤクシマザル約160頭を放し飼い展示。閉園となった犬山野猿公苑で飼育されていた子孫に当たる。
- ヒヒの城
  - ヒヒ（アヌビスヒヒ）約70頭を放し飼い展示。
- ニホンザルの丘
  - ニホンザル約100頭を飼育（非公開施設）。
- マダガスカル館
  - キツネザル（クロキツネザルなど）を展示。建物は1963年にモンキーアパート2号館としてオープン。
- アフリカ館
  - パタスモンキー、マントヒヒ、コロブス亜科、オナガザル亜科などを展示。建物は1964年にモンキーアパート3号館としてオープン。
- 新アフリカ館 原野と森の家
  - 2022年（令和4年）11月に完成。同年12月10日よりパタスモンキーの展示開始。2023年（令和5年）4月1日にグランドオープン。パタスモンキー、マントヒヒ、マンドリル、アビシニアコロブスを展示。
- 南米館
  - 屋外ゲージにはクモザル科、シロガオサキ、ヒゲサキ、オマキザル属など、屋内ホールにはマーモセット亜科、アカテタマリン、ワタボウシタマリン、ハイイロヨザルなどを展示。
- アジア館
  - ニホンザル、ヤクシマザル、シシオザル、タイワンザル、トクモンキー、チベットモンキー、ミナミブタオザル、アカゲザルなどを展示。

- Waoランド

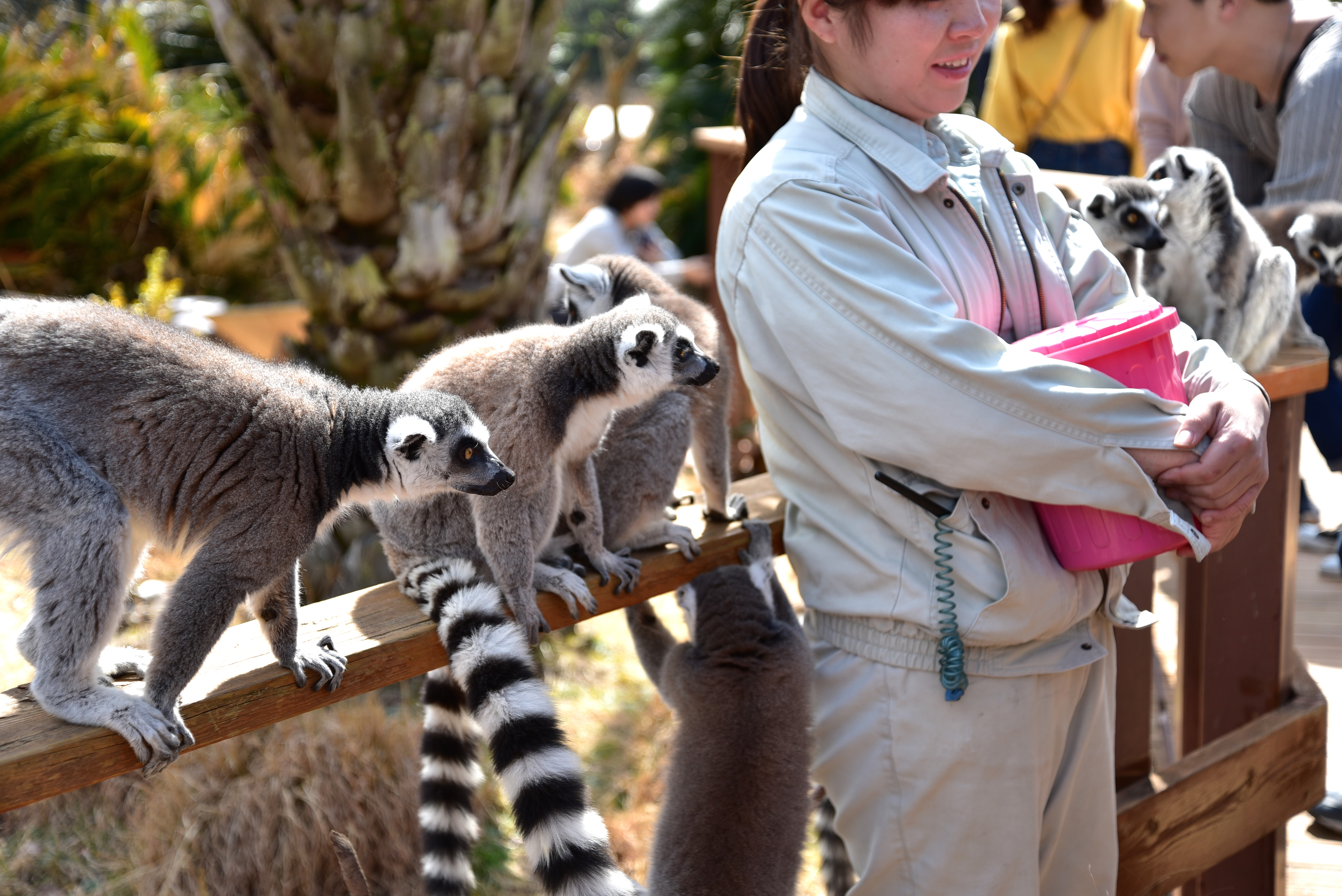
Waoランドのワオキツネザル

  - 2005年（平成17年）3月12日オープン。ワオキツネザルを放し飼いで展示（柵内に入り、間近に観察可能）。
- Waoランドmini
  - Waoランドと同じくワオキツネザルを展示しているが、柵内に入ることは出来ない。
- アフリカセンター
  - チンパンジー、ニシゴリラ、マンドリルを展示。
- 夜行性サルの世界
  - ポト、ショウガラゴを展示。
- スローロリス保全センター
  - ペット目的で密輸されたレッサースローロリス（ピグミースローロリス）を保護するための施設（非公開施設)。
- くすのきの森
  - KIDSZOO閉鎖時に多くの動物は他の施設へ移ったが、移らなかった動物はくすのきの森で飼育している。2025年現在はシバヤギ、犬（ビーグル）を飼育。
- ビジターセンター
  - レクチャールームなどでサルについて学べる。
  - 特別展示室では特別展を年数回開催する。
- 食事処「楽猿」
  - 名鉄モンキーパークモノレール線動物園駅のレストランカフェ「ジャングリラ」を転用したレストラン。
- モンキーバー
  - ドリンク、ファストフードなどの販売所（土日祝日のみ営業）。
- 休憩所（冷暖房完備）
  - スカイダンボ（遊園地（現：日本モンキーパークと動物園（現：日本モンキーセンター）の行き来ができた乗り物）の動物園側乗場の1階を転用した施設。写真などの展示も行う。
- みはらし広場
  - 犬山市街を見下ろすことができ、日本モンキーパーク内の若い太陽の塔の正面を見ることができる。
- けやき広場

### 主な飼育霊長類の一覧
2025年1月時点、52種を飼育する（ヤクシマザルはニホンザルの亜種のため、種としてはニホンザルとして扱われる）。
分類・和名は、『日本モンキーセンター霊長類和名編纂ワーキンググループ (2024)』による。ここではいくぶん素人向けに開いた形で列記する。
飼育する種は、公益財団化した2015年は68種であった。その後、2016年が64種、2023年が56種、2025年が52種と減少し、飼育個体数も2015年が984個体であったが2025年1月時点では705個体である。
直鼻亜目
- 真猿型下目 - 狭鼻小目 - オナガザル上科 - オナガザル科
  - オナガザル亜科 - オナガザル族 - オナガザル属
    - アカオザル
    - サイクスモンキー
    - ショウハナジログエノン
    - ブラッザグエノン

  - オナガザル亜科 - オナガザル族 - タラポアン属
    - キタタラポアン

  - オナガザル亜科 - ヒヒ族
    - アヌビスヒヒ
    - マントヒヒ

  - オナガザル亜科 - マンドリル属
    - マンドリル

  - オナガザル亜科 - マカク属
    - アカゲザル
    - カニクイザル
    - シシオザル
    - チベットモンキー
    - タイワンザル
    - トクモンキー
    - ニホンザル
    - ヤクシマザル
    - バーバリーマカク
    - ボンネットモンキー
    - ミナミブタオザル

  - コロブス亜科 - コロブス属
    - アビシニアコロブス
    - アンゴラコロブス

  - コロブス亜科 - ラングール属
    - フランソワルトン

  - コロブス亜科 - パタスモンキー属
    - パタスモンキー

  - コロブス亜科 - サバンナモンキー属
    - ベルベットモンキー
- 真猿型下目 - 狭鼻小目 - ヒト上科 - ヒト科
  - ヒト亜科 - チンパンジー属
    - チンパンジー

  - ヒト亜科 - ゴリラ属
    - ニシゴリラ
- 真猿型下目 - 狭鼻小目 - ヒト上科 - テナガザル科
  - テナガザル属
    - ボウシテナガザル
    - ミュラーテナガザル
    - シロテテナガザル

  - フクロテナガザル属
    - フクロテナガザル
- 真猿型下目 - 広鼻小目 - オマキザル上科 - クモザル科
  - クモザル亜科 - クモザル属
    - ケナガクモザル
    - コロンビアクロクモザル
    - ジェフロイクモザル
    - ペルークロクモザル
- 真猿型下目 - 広鼻小目 - オマキザル上科 - オマキザル科
  - マーモセット亜科 - タマリン属
    - アカテタマリン
    - ムネアカタマリン
    - ワタボウシタマリン

  - マーモセット亜科 - コモンマーモセット属
    - クロミミマーモセット
    - コモンマーモセット

  - オマキザル亜科 - オマキザル属
    - シロガオオマキザル
    - ノドジロオマキザル

  - ヨザル亜科 - ヨザル属
    - ハイアシヨザル
    - ヨザル

  - オマキザル亜科 - フサオマキザル属
    - フサオマキザル

  - オマキザル亜科 - リスザル属
    - ボリビアリスザル
- 真猿型下目 - 広鼻小目 - サキ上科 - サキ科
  - サキ属
    - シロガオサキ

  - ヒゲサキ属
    - ヒゲサキ

曲鼻亜目
- キツネザル下目 - キツネザル上科 - キツネザル科
  - チャイロキツネザル属
    - クロキツネザル

  - エリマキキツネザル属
    - クロシロエリマキキツネザル

  - ワオキツネザル属
    - ワオキツネザル
- ロリス型下目 - ガラゴ科
  - ショウガラゴ属
    - ショウガラゴ
- ロリス型下目 - ロリス科
  - スローロリス属
    - レッサースローロリス

  - ポト属
    - ポト

## 公益財団法人日本モンキーセンター
サルに関する総合的な研究および野生ニホンザルの保護などを目的として、1956年（昭和31年）に名古屋鉄道が出資して設立された財団法人。公益法人制度改革により営利と公益の区分が明確化されたため、2014年4月より公益財団法人となり、京都大学霊長類研究所（現：京都大学ヒト行動進化研究センター）が運営の中心となった。霊長類研究については世界的に有名である。隣接するヒト行動進化研究センターとは、さまざまな交流がある。
「霊長類に関する調査研究を基盤に、その保護と生息地の保全を行い、社会教育・普及活動や図書等の刊行、標本等の資試料の収集、さらには福祉に配慮した動物園の設置および経営等を通じて、学術・教育・文化の発展及び地域社会の調和ある共存に資すること（定款より）」を目的として活動している。附属世界サル類動物園では、サル類の特徴を活かした展示、たくさんのガイドやイベント、キュレーターによる博物館活動などを行っている。
運営に際して、大企業の支援や自治体からの公的補助金はなく、入園料や支援金などで運営費を賄っている。経営状況が厳しい中、「ご支猿」として物品提供や寄付金を募り、話題となった。
財団法人日本モンキーセンターは、かつては多くの施設、研究所を運営し、「世界サル類動物園」、「三河湾海上動物公園」（猿ヶ島・うさぎ島、木島、築見島、野島、前島など）、「犬山野猿公苑」、「宮島研究所」「八重山研究所」（八重山民俗園内）などを運営していた。犬山野猿公苑は1997年に閉園（跡地は桃太郎公園）、八重山研究所は2002年に閉鎖など相次ぎ閉鎖され、「世界サル類動物園」（現：日本モンキーセンター）のみとなっている。
2014年の公益財団法人化後、所長は松沢哲郎が就任。その後は2020年からは伊谷原一（2024年までは園長を兼務）、2025年からは湯本貴和が就任している。

## アクセス
- 名鉄犬山線・広見線・小牧線 犬山駅東口から岐阜バスモンキーパーク・リトルワールド線「日本モンキーパーク」バス停下車、徒歩約1分。
- 名鉄犬山線 犬山遊園駅東口より東へ徒歩20分 （遊園地の中心にある第2ゲートへの近道）。

## その他
かつては、犬山遊園駅から名鉄モンキーパークモノレール線が園内中央にある動物園駅まで運行されていたが、2008年12月27日限りで廃止となった。駅舎にあったレストランカフェ「ジャングリラ」は食事処「楽猿」に、窓口や改札口などはモンキーセンターの資材倉庫として使用されている。
2014年3月31日までは西側に隣接する「日本モンキーパーク」の動物園部門として位置付けされており、廃止されたモノレールの動物園駅を挟んで遊園地との往来が自由だったが、翌4月1日より独自の入園料を設定し、単独の施設となった。なお、遊園地休園日に単独の入園料が設定されたことがある。
円谷プロダクションの特撮テレビドラマ『ウルトラセブン』第44話「恐怖の超猿人」（TBS、1968年8月4日放送）のロケ地となっており、後年には記念グッズが発売されている。詳細はゴーロン星人#『ウルトラセブン』に登場するゴーロン星人を参照。

## 不祥事
2020年10月28日に、同センターの男性飼育スタッフの一人が、同センターに展示されているシロガオサキの「モップくん」を見に訪れた女性について、「今までお姉様ばかりだったけど、本日初めて『女子』にお会いしました」と、女性の後ろ姿の写真と共にTwitterに投稿した。これに対し「女性を品定めしている」「客を年齢や容姿で評価しているのか」などの批判がTwitter上で展開されたほか、同センターにも苦情が多数寄せられ、同センターは公式ウェブサイト上に伊谷原一所長名で謝罪文を掲載する事態となった。